# Ganbaranakutemo Eenende!!
"Ganbaranakutemo Eenende!!" (◯◯ がんばらなくてもええねんで！！, "Mesmo que não não dês o teu melhor, está tudo bem!!") é o segundo single das S/mileage, do Hello! Project. O single foi realizado a 28 de Julho de 2010 em formato Regular e com três edições limitadas que continham um DVD especial. O single é cantado no dialecto de Kansai, no entanto a música acompanhante (ou Lado B intitulada de "Ganbaranakutemo iin da yo!!" é a música cantada no japonês normal. Yuuka Maeda, explicou no seu blog que o símbolo ◯◯ servia para as pessoas colocarem o seu nome. O single V deste single foi realizado uma semana depois a 4 de Agosto.

## Faixas

### Edição Normal
1. "◯◯ Ganbaranakutemo Eenende!!" (◯◯ がんばらなくてもええねんで！！, "◯◯ Mesmo que não não dês o teu melhor, está tudo bem!!") (Dialecto de Kansai)
2. "◯◯ Ganbaranakutemo Iin da yo!!" (◯◯ がんばらなくてもいいんだよ！！, "◯◯ Mesmo que não não dês o teu melhor, está tudo bem!!") (Japonês normal)
3. "Smile Bijin" (スマイル美人, Sorriso de Mulher)
4. "◯◯ Ganbaranakutemo Eenende!! (Instrumental)" (◯◯ がんばらなくてもええねんで！！ (Instrumental))

Edição Limitada A 
1. ○○ Ganbaranakutemo Eenende!! (Dance-shot Ver. Black) (○○ がんばらなくてもええねんで！！(Dance Shot Ver.Black))

Edição Limitada B 
1. ○○ Ganbaranakutemo Eenende!! (Dance-shot Ver. White) (○○ がんばらなくてもええねんで！！(Dance Shot Ver.White))

Edição Limitada c 
1. ○○ Ganbaranakutemo Eenende!! (Close-up Ver.) (○○ がんばらなくてもええねんで！！(Close-up Ver.))

### Single V (DVD)
1. ○○ Ganbaranakutemo Eenende!! (○○ がんばらなくてもええねんで！！)
2. ○○ Ganbaranakutemo Eenende!! (Another Ver.) (○○ がんばらなくてもええねんで！！ (Another Ver.)
3. Making-Of (メイキング映像)

## Promoção

### Performances
- [16/07] Nippon Tv "Happy Music"
- [26/07] NHK Kansai "Ahoyanen! Sukiyanen!"
- [30/07] Fuji Tv   "Odaiba Gasshuukoku 2010" (Ao Vivo) [8]
- [02/08] NHK       "Music Japan"[9]

### Televisão
- [24/06] Tv Tokyo "Bijo Gaku" (Previews da realização do single)
- [01/07] Tv Tokyo "Bijo Gaku" (Preview do PV)
- [17/07] Fuji Tv  "Music on Saturday"
- [17/07] CBC "Hanasaka Times"[ligação inativa]
- [21/07] TBS "Tsubokko Musume"
- [23/07] Tv Tokyo "On Ryu"[ligação inativa]
- [26/07] ABC "Ohayou Asahi desu"
- [26/07] NTV "sukkiri"
- [26/07] Fuji Tv "Nabeachi"
- [28/07] NTV PON!
- [28/07] TV Aichi "San-ji no tsubo"
- [28/07] Fuji Tv "Sakigake! Ongaku Banzuke ~EIGHT~"
- [31/07] CBC "Hanasaka Times"
- [31/07] "Usagi Doyou REQUEST"
- [01/08] BS-TBS "Joshi Ana Mankai ! Hanasaka"
- [04/08] Fuji Tv "Sakigake! Ongaku Banzuke ~EIGHT~"
- [09/08] MBS "MBS Utagumi Smile×Songs"
- [11/08] MBS "Jichael Mackson"[10]
- [21/08] Tv Tokyo "Fujiwara no Arigataii to Omoii"[11]
- [28/08] "Naniwa SHOW Gekijou"

### Rádio
- [29/06] bayfm "ON8" (Primeira vez tocada a música em rádio)[12]
- [17/07] CBC Radio (Episódio especial ao vivo) [13]
- [27/08] JOLF "All Night Nippon"
- [03/08] bayfm "ON"
- [12/09] ABC "S/mileage no HAPPY SMILE"
- Rádio Semanal: interFM "FIVE STARS" (Maeda Yuuka e Kanon Fukuda)

### Revistas
- [29/06] "Weekly Champion"
- [02/07] "BIG ONE GIRLS" (Maeda Yuuka)
- [06/07] "Web SPA!"
- [14/07] "CD&DL Deta"
- [22/07] "Girls" (Wada Ayaka)
- [23/07] "FRIDAY"
- [24/07] "UTB"
- [24/07] "YanYan" (capa)
- [28/07] "AnicanR" (capa)
- [29/07] "Dengeki Games"
- [29/07] "Famitsu"
- [30/07] "FRIDAY"
- [05/08] "Gravure Television"
- [23/08] "UTB"
- [24/08] "BLT"
- [24/08] "Samurai ELO"
- [27/08] "Memew" (capa)

### Internet
- [27/06] Ustream (Primeira performance do novo single)
- [01/07] Ustream
- [16/07] Ustream[14]
- [19/07] "BARKS"
- [28/07] ORICON
- [29/07] Ustream "S/mileage TV"
- [05/08] Ustream "S/mileage TV"
- [12/08] Ustream "S/mileage TV"
- [19/08] "J-Enta"
- [19/08] Ustream "S/mileage TV"
- [20/08] "J-Enta"
- [26/08] "J-Enta"
- [26/08] Ustream "S/mileage TV"
- [27/08] "J-Enta"
- [02/09] Ustream "S/mileage TV"

### Eventos
- [17/07] Foi feito um mini evento na loja do Hello! Project, que consistia num mini Talk Show, com 120 pessoas;
- [29/07] Evento com aperto de mão
- [30/07] Evento com aperto de mão

### Outras
- Para os fãs que comprassem o CD no Shinseido shop (ou Shinseido online), na Tower Records shop (ou Tower Records online), no HMV shop (HMV online) e TSUTAYA, receberiam pôsteres ou cartões especiais, com fotos dos membros do grupo;[15]
- No dia 12 de Julho o single começou a ser utilizado como abertura do programa de televisão "Ohayoo Asahi Desu", que tem início às 7:53am e é passado todos os dias de semana (de Segunda a Sexta);
- O Single ficou disponível no site de downloads Japonês Recochoku no dia 14/06.[16]
- Para quem acedesse aos seguintes sites de telemoveis: https://web.archive.org/web/20070820042459/http://hpm.jp/ e https://web.archive.org/web/20050429142938/http://www.pkmv.jp/, poderiam enviar uma foto sua para depois ser colocada no uniforme que as S/mileage usam no single;

## Membros do Grupo
- Wada Ayaka
- Fukuda Kanon
- Yuuka Maeda
- Ogawa Saki

## Posições

### Posições no Oricon
| Segunda | Terça | Quarta | Quinta | Sexta | Sabado | Domingo | Lugar | Vendas | Total de Vendas |
| ------- | ----- | ------ | ------ | ----- | ------ | ------- | ----- | ------ | --------------- |
| --      | #5    | #7     | #7     | #7    | #16    | #4      | #6    | 18,987 | 18,987          |
| #18     | --    | #50    | #43    | #15   | --     | #9      | #26   | 4,309  | 23,296          |
| --      | --    | --     | --     | --    | --     | --      | --    | --     | --              |

#### Single V
| Segunda | Terça | Quarta | Quinta | Sexta | Sabado | Domingo | Lugar | Vendas | Total de Vendas |
| ------- | ----- | ------ | ------ | ----- | ------ | ------- | ----- | ------ | --------------- |
| --      | #7    | #6     | #11    | #19   | #20    | --      | #10   | 1,843  | 1,843           |

### Posições no MUSIC STATION
- 31 de julho de 2010: #9

## Performances em Concertos
- Hello!Project 2010 SUMMER ~Fankora!~